# Byråd (Norge)
Byråd er i Norge det almindelige navn for det udøvende organ i de kommuner som styres efter princippet om byparlamentarisme. Det er modelleret efter regeringen. I Norge styres Oslo og Bergen af byråd, som ledes af en byrådleder.
De andre medlemmer af byrådet har titlen byråd, og styrer byrådafdelinger, tilsvarende ministerier.
Byrådet  er ansvarligt for sagsbehandlingen overfor kommunestyret, og det erstatter dermed administrationschefen/rådmanden og formandskabet. Byråd er også titlen til det enkelte byrådmedlemmer.
Reglerne for byråd findes i den norske kommunelovs kapitel 3, som imidlertid bruger det mere generelle begreb "kommuneråd". Kommuner kan vælge mellem to forskellige modeller:
- a) Kommunestyret vælger byrådet. Det kan stilles flere forslag, og der stemems mellem disse. Dersom ingen af alternativerne opnår et flertal af de afgivne stemmer, foretages der omvalg mellem de to forslag som fik flest stemmer. Det skal opgives i forslaget hvem som skal være byrådets leder og souschef. Supplering ved eventuel afgang foretages også ved valg i bystyret.[4]
- b) Ordføreren udpeger ud en byrådlederkandidat. Dette skal være den man "antager kan samle størst tilslutning i kommunestyret (...) til sit kommuneråd". Kandidaten sammensætter så sit byråd, som konstituerer sig selv. Byrådlederen står frit til når som helst at udskifte medlemmerne i rådet.[5]

Oslo og Bergen benytter model b), mens Tromsø har benyttet model a). Oslo er både en kommune og et fylke, så Oslos kommuneråd også er fylkesråd.
Det står kommunestyret frit at delegere myndighed til byrådet, og byrådet kan til en vis grad delegere videre til de enkelte byråd.
Dersom en fylkeskommune vælger parlamentarisk styreform, gælder tilsvarende regler, men organet kaldes da fylkesråd. Oslo byråd er både kommuneråd og fylkesråd i lovens forstand, eftersom Oslo er både en kommune og et fylke.